# Magdalena Niedziałkowska
Magdalena Paulina Niedziałkowska (ur. 1978 w Warszawie) – polska biolożka, doktor habilitowany nauk biologicznych w zakresie biologii.

## Życiorys
Absolwentka II Liceum Ogólnokształcącego im. Stefana Batorego (matura 1997), absolwentka Międzywydziałowych Studiów Ochrony Środowiska Uniwersytetu Warszawskiego (2002). W 2008 uzyskała stopień doktora nauk biologicznych w dziedzinie biologia na Wydziale Biologii Uniwersytetu Warszawskiego . W 2017 uzyskała stopień doktora habilitowanego na podstawie rozprawy Czynniki wpływające na zróżnicowanie i strukturę genetyczną łosia (Alces alces) w Europie na Wydziale Biologii Uniwersytetu Warszawskiego.
Od 2003 pracuje w Instytucie Biologii Ssaków Polskiej Akademii Nauk (PAN).
Jest sekretarzem Komitetu Biologii Środowiskowej i Ewolucyjnej w Instytucie Biologii Ssaków PAN.